# Miho Fukuhara

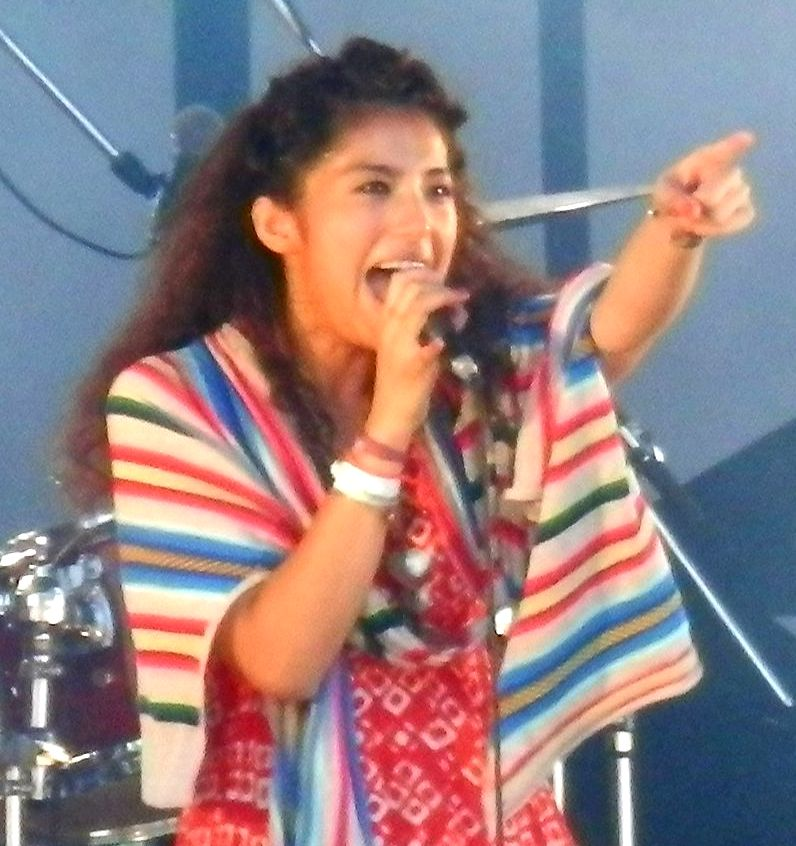
Miho Fukuhara (2013)

Miho Fukuhara (japanisch 福原 美穂, Fukuhara Miho; * 19. Juni 1987 in Sapporo, Japan) ist eine japanische J-Pop-Sängerin.

## Leben und Karriere
Als erste Erfahrungen, machte Miho Independent, bei Yumechika Records, welches in Sapporo liegt und veröffentlichte ihre Debütsingle The Roots und ihr erstes Extended Play namens Step Out EP. Von Sony Music Entertainment Japan entdeckt, wurde sie auch unter Vertrag genommen und veröffentlichte ihr erstes Lied, Because You Loved Me, auf einem Céline-Dion-Tribut-Album, welches in Japan veröffentlicht wurde. Sie singt fließend Englisch und Japanisch. Sie war auch in der japanischen Radio-Show One Love 2006 tätig.
Mit der Zeit folgten mehrere Veröffentlichungen.
Für den 28. Januar 2009, veröffentlichte Miho ihr erstes Studioalbum Rainbow. Das Album kommt mit zwölf Titeln und fünf Musikvideos, außerdem belegte sie mit Rainbow auch erstmals die täglichen und wöchentlichen Oricon-Charts mit dem zweiten Platz. Insgesamt verkaufte sich das Album über 93.000-mal und ist somit ihr erfolgreichster Tonträger.
Am 13. Juni 2012 veröffentlichte sie ihre erste Kompilation The Best of Soul Extreme, worauf ein Duett, Save Me, mit der europäischen Künstlerin Leona Lewis war. Auch Duette mit Ai, Akiko Wada, Chara oder Daichi Miura waren vorhanden. Das Album debütierte auf Platz 10 der wöchentlichen Oricon-Charts und verkaufte sich in der ersten Woche 5.920-mal, nach drei Wochen waren die Verkaufszahlen bei 10.247 verkauften Einheiten. Somit war The Best of Soul Extreme auf Platz 43 der monatlichen Oricon-Charts, für Juni 2012. Für Save Me wurde auch ein Musikvideo gedreht, im Musikvideo werden Ausschnitte zu den Aufnahmen von Save Me gezeigt.
Zum Anfang des Jahres 2013 wurde bekannt gegeben, dass sie die neue Frontfrau, neben dem Sänger / Rapper Logiq Price, des weltweiten Pop-Projekts Sweetbox sei. Beide nahmen das erste gemeinsame Studioalbum mit dem Titel Z21 auf. Die erste Single #Z21 (#Zeitgeist21) wurde im Juni 2013 veröffentlicht. Kurz danach veröffentlichte Miho ihre nächste Single Rising Heart / Beyond.

## Diskografie

### Studioalben
| Jahr | Titel                                | Höchstplatzierung, Gesamtwochen, AuszeichnungChartsChartplatzierungen (Jahr, Titel, Platzierungen, Wochen, Auszeichnungen, Anmerkungen) | Anmerkungen                                                  |
| Jahr | Titel                                | JP | Anmerkungen                                                  |
| ---- | ------------------------------------ | --- | ------------------------------------------------------------ |
| 2006 | Step Out EP                          | JP249 (1 Wo.)JP | Erstveröffentlichung: 11. Oktober 2006 Verkäufe JP: + 754    |
| 2009 | Rainbow                              | JP2 Gold · (11 Wo.)JP | Erstveröffentlichung: 28. Januar 2009 Verkäufe JP: + 93.363  |
| 2010 | Music Is My Life                     | JP5 (9 Wo.)JP | Erstveröffentlichung: 16. Juni 2010 Verkäufe JP: + 26.329    |
| 2010 | Regrets of Love                      | JP47 (5 Wo.)JP | Erstveröffentlichung: 22. Dezember 2010 Verkäufe JP: + 4.768 |
| 2011 | The Soul Extreme EP                  | JP22 (7 Wo.)JP | Erstveröffentlichung: 11. Mai 2011 Verkäufe JP: + 10.134     |
| 2011 | The Soul Extreme EP II               | JP36 (3 Wo.)JP | Erstveröffentlichung: 12. Oktober 2011 Verkäufe JP: + 4.170  |
| 2012 | The Best of Soul Extreme             | JP16 (9 Wo.)JP | Erstveröffentlichung: 13. Juni 2012 Verkäufe JP: + 13.897    |
| 2014 | A Gift for You                       | JP60 (5 Wo.)JP | Erstveröffentlichung: 26. März 2014 Verkäufe JP: + 3.675     |
| 2015 | Something New                        | JP127 (1 Wo.)JP | Erstveröffentlichung: 23. Dezember 2015                      |
| 2015 | Miho Fukuhara Live in Music          | — | Erstveröffentlichung: 30. Dezember 2015 Verkäufe JP: + 300   |
| 2016 | Miho Fukuhara Symphonic Concert 2016 | — | Erstveröffentlichung: 1. Dezember 2016                       |
| 2019 | Love Don’t Come Easy                 | — | Erstveröffentlichung: 13. Juli 2019                          |

### Singles
| Jahr | Titel Album | Höchstplatzierung, Gesamtwochen, AuszeichnungChartsChartplatzierungen (Jahr, Titel, Album, Platzierungen, Wochen, Auszeichnungen, Anmerkungen) | Anmerkungen                                                               |
| Jahr | Titel Album | JP | Anmerkungen                                                               |
| ---- | --- | --- | ------------------------------------------------------------------------- |
| 2006 | The Roots – | JP102 (1 Wo.)JP | Erstveröffentlichung: 24. Mai 2006 Verkäufe JP: + 762                     |
| 2008 | Change Rainbow | JP14 (8 Wo.)JP | Erstveröffentlichung: 16. April 2008 Verkäufe JP: + 25.086                |
| 2008 | Himawari (ひまわり) Sonnenblume Rainbow                                                                                    | JP24 (6 Wo.)JP | Erstveröffentlichung: 16. Juli 2008 Verkäufe JP: + 9.460                  |
| 2008 | Yasashī Aka (優しい赤) Freundliches Rot Rainbow                                                                            | JP24 Gold (Mobile Downloads) · (7 Wo.)JP | Erstveröffentlichung: 5. November 2008 Verkäufe JP: + 14.072              |
| 2008 | Love: Winter Song Rainbow                                                                                                  | JP14 Gold (Mobile Downloads) · (7 Wo.)JP | Erstveröffentlichung: 3. Dezember 2008 Verkäufe JP: + 20.954              |
| 2009 | Yuki no Hikari (雪の光) Licht des Schnees Rainbow                                                                          | — | Erstveröffentlichung: 9. Januar 2009                                      |
| 2009 | Hanabi Sky – Himmel der Feuerwerke Music Is My Life                                                                        | JP26 (4 Wo.)JP | Erstveröffentlichung: 17. Juni 2009 Verkäufe JP: + 6.038                  |
| 2009 | Let It Out Music Is My Life                                                                                                | JP10 (8 Wo.)JP | Erstveröffentlichung: 9. September 2009 Verkäufe JP: + 13.611             |
| 2009 | Nande Nakitaku Nacchaun Darou (なんで泣きたくなっちゃうんだろう) Ich frage mich, warum ich deswegen weine Music Is My Life | JP44 (3 Wo.)JP | Erstveröffentlichung: 2. Dezember 2009 Verkäufe JP: + 3.842               |
| 2010 | Mirai / Moshikashite (未来-ミライ- / もしかして) Zukunft / Vielleicht Music Is My Life                                     | JP33 (3 Wo.)JP | Erstveröffentlichung: 19. Mai 2010 Verkäufe JP: + 3.430                   |
| 2012 | Dream On The Best of Soul Extreme                                                                                          | JP31 (2 Wo.)JP | Erstveröffentlichung: 16. Mai 2012 Verkäufe JP: + 3.209; mit Daichi Miura |
| 2012 | Save Me – | — | Erstveröffentlichung: 23. Mai 2012 mit Leona Lewis                        |
| 2012 | Oh Happy Day – | — | Erstveröffentlichung: 29. September 2012                                  |
| 2012 | Amazing Grace – | — | Erstveröffentlichung: 29. September 2012                                  |
| 2013 | Surely Someday – | — | Erstveröffentlichung: 20. Februar 2013                                    |
| 2013 | Beyond A Gift for You | — | Erstveröffentlichung: 20. April 2013                                      |
| 2013 | Rising Heart / Beyond (ライジング・ハート) / Beyond A Gift for You                                                         | JP40 (5 Wo.)JP | Erstveröffentlichung: 5. Juni 2013 Verkäufe JP: + 4.522                   |
| 2017 | Grace – | JP128 (1 Wo.)JP | Erstveröffentlichung: 12. Dezember 2017                                   |
| 2018 | Joy Love Don’t Come Easy                                                                                                   | — | Erstveröffentlichung: 2018                                                |
| 2020 | Ashes – | — | Erstveröffentlichung: 2018 Miho Fukuhara & Charlie Lim                    |

### Videoalben
| Jahr | Titel                                | Höchstplatzierung, Gesamtwochen, AuszeichnungChartsChartplatzierungen (Jahr, Titel, Platzierungen, Wochen, Auszeichnungen, Anmerkungen) | Anmerkungen                             |
| Jahr | Titel                                | JP | Anmerkungen                             |
| ---- | ------------------------------------ | --- | --------------------------------------- |
| 2010 | Miho Fukuhara: Sing a Song Tour 2010 | JP183 (1 Wo.)JP | Erstveröffentlichung: 22. Dezember 2010 |